# Jugowice (Krakau)
Jugowice ist ein südlicher Stadtteil von Krakau in Polen, im Stadtbezirk X Swoszowice.

## Geschichte
Möglicherweise gehörte das Dorf zur Hedwig-Kirche in Stradom vor dem Jahr 1360. Der Ort wurde im Jahr 1371 als Vgouicz erstmals urkundlich erwähnt. Bis zum Jahr 1386 gehörte Ugouicz (1372), Hugouicz (1373) bzw. Ugouicze/Hugouicze (1377) zu verschiedenen Krakauer Stadtbürgern. Im Rest des Mittelalters gehörte es zum Kloster Miechów, in der Neuzeit (wieder) zur Hedwig-Kirche in Stradom. Der patronymische (Suffix -(ow)ice) Ortsname ist vom Personennamen Hugo abgeleitet, die Änderung von H- auf J- kam durch Austausch des Epiglottals (vergleiche Hedwig > Jadwiga, Herman > Jerzman).
Im 15. Jahrhundert gab es im Jugowic(z)e bzw. Langowice (1462) einen Vorwerk und ein Wirtshaus.

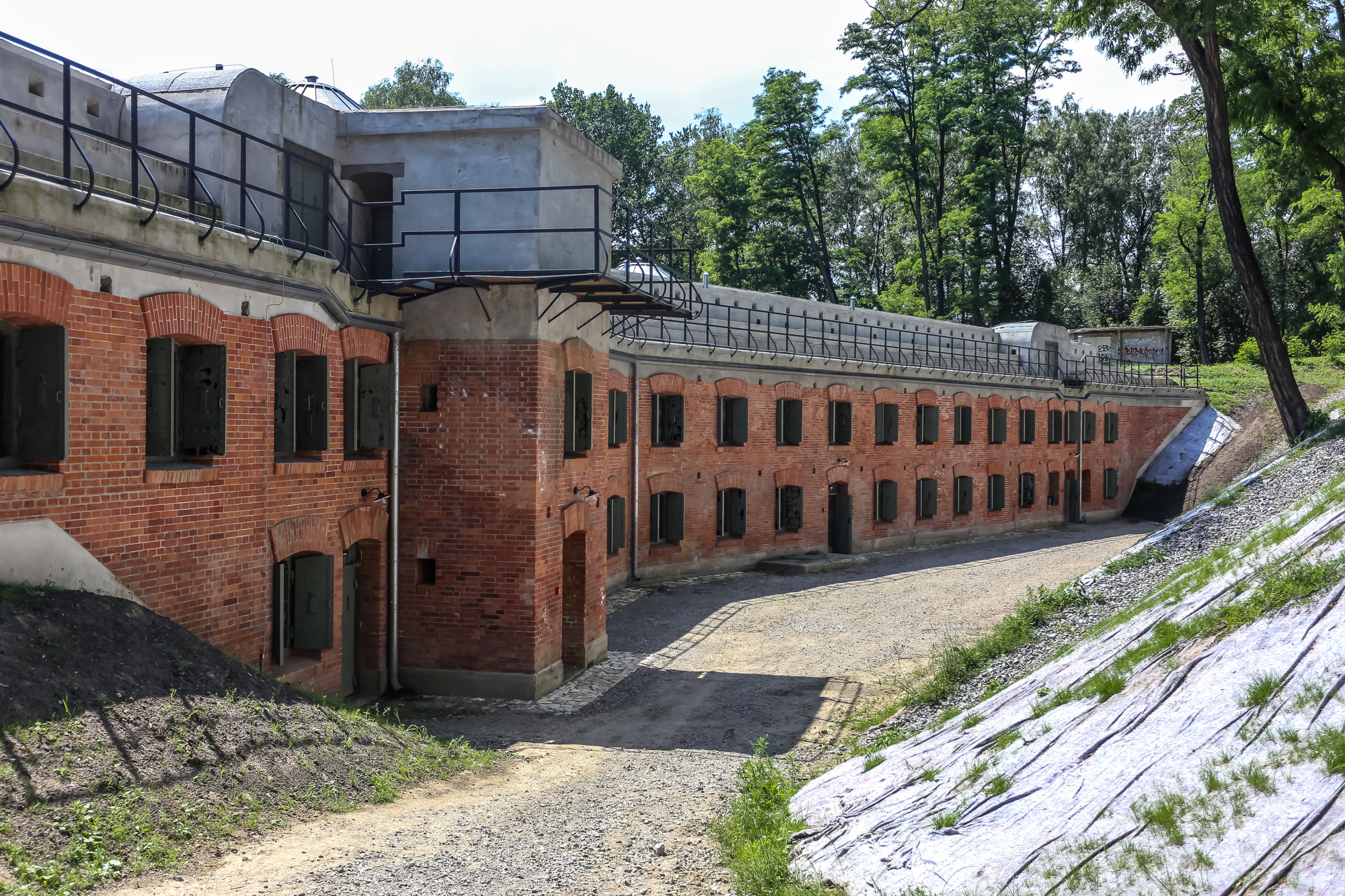
Befestigung Łapianka

Bei der Ersten Teilung Polens kam Jugowice 1772 zum neuen Königreich Galizien und Lodomerien des habsburgischen Kaiserreichs (ab 1804). Die Österreicher bauten einen Zweig der Reichsstraße zwischen Wien und Lemberg nach Josephstadt (Podgórze) durch Jugowice. Zu dieser Zeit wurde das Dorf mit Borek eng verbunden. 1884 wurde die Bahnlinie von Krakau nach Oświęcim durch das Dorf eröffnet. Ab dem Jahr 1855 gehörte Jugowice zum Bezirk Podgórze. In den Jahren 1896 bis 1902 wurde die Befestigung „Łapianka“ der Festung Krakau erbaut.
Im Jahr 1900 hatte die Gemeinde Jugowice 32 Häuser mit 219 Einwohnern, davon waren 213 polnischsprachig und Römisch-Katholiken, es gab außerdem 6 deutschsprachige (jiddischsprachige) Juden.
Jugowice wurde im Jahr 1941 von deutschen Besatzern nach Krakau als der Katastralbezirk XXIV eingemeindet, was erst am 25. Oktober 1948 mit rückwirkender Gültigkeit vom 18. Januar 1945 von polnischen Verwaltung bestätigt wurde.